# یواس‌اس زیزانیا (۱۸۸۸)
یواس‌اس زیزانیا (۱۸۸۸) (به انگلیسی: USS Zizania (1888)) یک کشتی بود که طول آن ۱۶۱ فوت (۴۹ متر) بود. این کشتی در سال ۱۸۸۸ ساخته شد.